# Врбовець-Самоборський
Врбовець-Самоборський (хорв. Vrbovec Samoborski) — населений пункт у Хорватії, у Загребській жупанії у складі міста Самобор.

## Населення
Населення за даними перепису 2011 року становило 271 осіб.
Динаміка чисельності населення поселення:

## Клімат
Середня річна температура становить 10,48 °C, середня максимальна – 24,89 °C, а середня мінімальна – -6,34 °C. Середня річна кількість опадів – 968 мм.
| Клімат поселення                              | Клімат поселення | Клімат поселення | Клімат поселення | Клімат поселення | Клімат поселення | Клімат поселення | Клімат поселення | Клімат поселення | Клімат поселення | Клімат поселення | Клімат поселення | Клімат поселення | Клімат поселення |
| Показник                                      | Січ.             | Лют.             | Бер.             | Квіт.            | Трав.            | Черв.            | Лип.             | Серп.            | Вер.             | Жовт.            | Лист.            | Груд.            |                  |
| Середній максимум, °C                         | 5,98             | 8,06             | 12,47            | 16,95            | 21,84            | 24,89            | 24,22            | 23,49            | 19,61            | 14,56            | 8,56             | 4,79             |                  |
| Середня температура, °C                       | −0,18            | 1,90             | 6,29             | 10,78            | 15,66            | 18,72            | 20,44            | 19,72            | 15,84            | 10,78            | 4,77             | 1,01             |                  |
| Середній мінімум, °C                          | −6,34            | −4,28            | 0,16             | 4,63             | 9,51             | 12,56            | 16,68            | 15,94            | 12,05            | 7,01             | 1,02             | −2,76            |                  |
| Норма опадів, мм                              | 52               | 51               | 66               | 70               | 82               | 106              | 90               | 95               | 96               | 95               | 95               | 70               |                  |
| Середньомісячна швидкість вітру, м/с          | 1.60             | 1.76             | 2.20             | 2.10             | 1.90             | 1.80             | 1.70             | 1.60             | 1.50             | 1.51             | 1.60             | 1.60             |                  |
| Середньомісячна сонячна радіація, кДж/м²·день | 4093             | 6840             | 10383            | 14860            | 18929            | 20851            | 21728            | 18743            | 13925            | 8573             | 4503             | 3304             |                  |
| --------------------------------------------- | ---------------- | ---------------- | ---------------- | ---------------- | ---------------- | ---------------- | ---------------- | ---------------- | ---------------- | ---------------- | ---------------- | ---------------- | ---------------- |
| Джерело:                                      |                  |                  |                  |                  |                  |                  |                  |                  |                  |                  |                  |                  |                  |